# Афелиниды
Афелиниды (лат. Aphelinidae) — семейство паразитических наездников из надсемейства Chalcidoidea отряда перепончатокрылых. Размеры мелкие (1—5 мм). Крылья с сильно редуцированным жилкованием.

## Биология
Паразиты тлей, Coccoidea, белокрылок.

## Генетика
Гаплоидный набор хромосом n = 3—11.

## Классификация
7 подсемейств. 
Мировая фауна включает около 35 родов и около 1100 видов, в Палеарктике — 18 родов и около 450 видов. Фауна России включает 12 родов и 88 видов наездников этого семейства.
В 2015 году из эоценового балтийского янтаря были описаны первые 3 ископаемых вида: Phtuaria fimbriae, Glaesaphytis interregni и Centrodora brevispinae.
- подсемейство Aphelininae Thomson, 1876 (300 видов)
  - роды: Aphelinus, Aphytis, Botryoideclava, Centrodora, Eutrichosomella, Hirtaphelinus, Marietta, Marlattiella, Mashimaro, Neophytis, Paraphytis, Proaphelinoides, Protaphelinus, Punkaphytis, Saengellan, Samariola (? — Bestiola, Tumidiscapus, Neocales, Mesidia, Mesidiopsis)
- подсемейство Azotinae (90 видов)
  - роды: Ablerus (Azotus)
- подсемейство Calesinae (3 вида)
  - род Cales
- подсемейство Coccophaginae (700 видов, включая около 400 рода Encarsia)
  - роды: Bardylis, Coccobius, Coccophagoides, Coccophagus, Dirphys, Encarsia, Encarsiella, Lounsburyia, Oenrobia, Prophyscus, Pteroptrix, Timberlakiella, Verekia (? — Aspidiotiphagus, Aneristus, Euxanthellus, Physcus, Prococcophagus, Prospaltella)
- подсемейство Eretmocerinae (50 видов)
  - род Eretmocerus
- подсемейство Eriaporinae (20 видов)
  - родыа: Eriasporus, Eunostiscus, Euryischia, Euryischomyia, Myiocnema, Promuscidea
- подсемейство Eriaphytinae (3 вида)
  - род Eriaphytis